# Рибера-дель-Дуэро (вино)
Об административно-территориальной единице см. Рибера-дель-Дуэро (комарка)

Рибера-дель-Дуэро на карте аппелласьонов Испании

Рибера-дель-Дуэро (исп. Ribera del Duero, то есть «долина реки Дуэро») — винодельческий район Испании уровня DOP, который тянется на 115 км вдоль русла реки Дуэро по территории провинций Бу́ргос, Вальядолид, Сеговия и Со́рия. В самой восточной части проходит и по одноимённой комарке провинции Бургос. Ширина виноградарской территории — приблизительно 35 км. Среди центров виноделия — города Аранда, Пескера, Пеньяфьель, Роа.
Рибера дель Дуэро — одна из нескольких винодельческих зон вдоль русла Дуэро — располагается на крупном плато, покрытом рыхлыми отложениями. Среди этих отложений преобладают илистые и глинистые пески с прослоями известняков и мергелей. Жаркое сухое лето с температурой до 40° и долгая зима (до −18°) характеризуют средиземноморский климат региона.
Разрешёнными сортами винограда в DOP Ribera del Duero являются:
- Чёрный виноград:
  - Темпранильо — предпочтительный сорт с местными названиями Tinta del País и Tinto Fino
  - Каберне совиньон
  - Мерло
  - Мальбек
  - Гарнача
- Белый сорт Альбильо

Регламент аппелласьона разрешает производить только красные и розовые вина. При этом купажи красных вин должны состоять по меньшей мере на 75 % из темпранильо и содержать не более 5 % (в сумме) сортов гарнача и альбильо. В купажах розовых вин чёрных сортов должно быть не менее 50 %. 

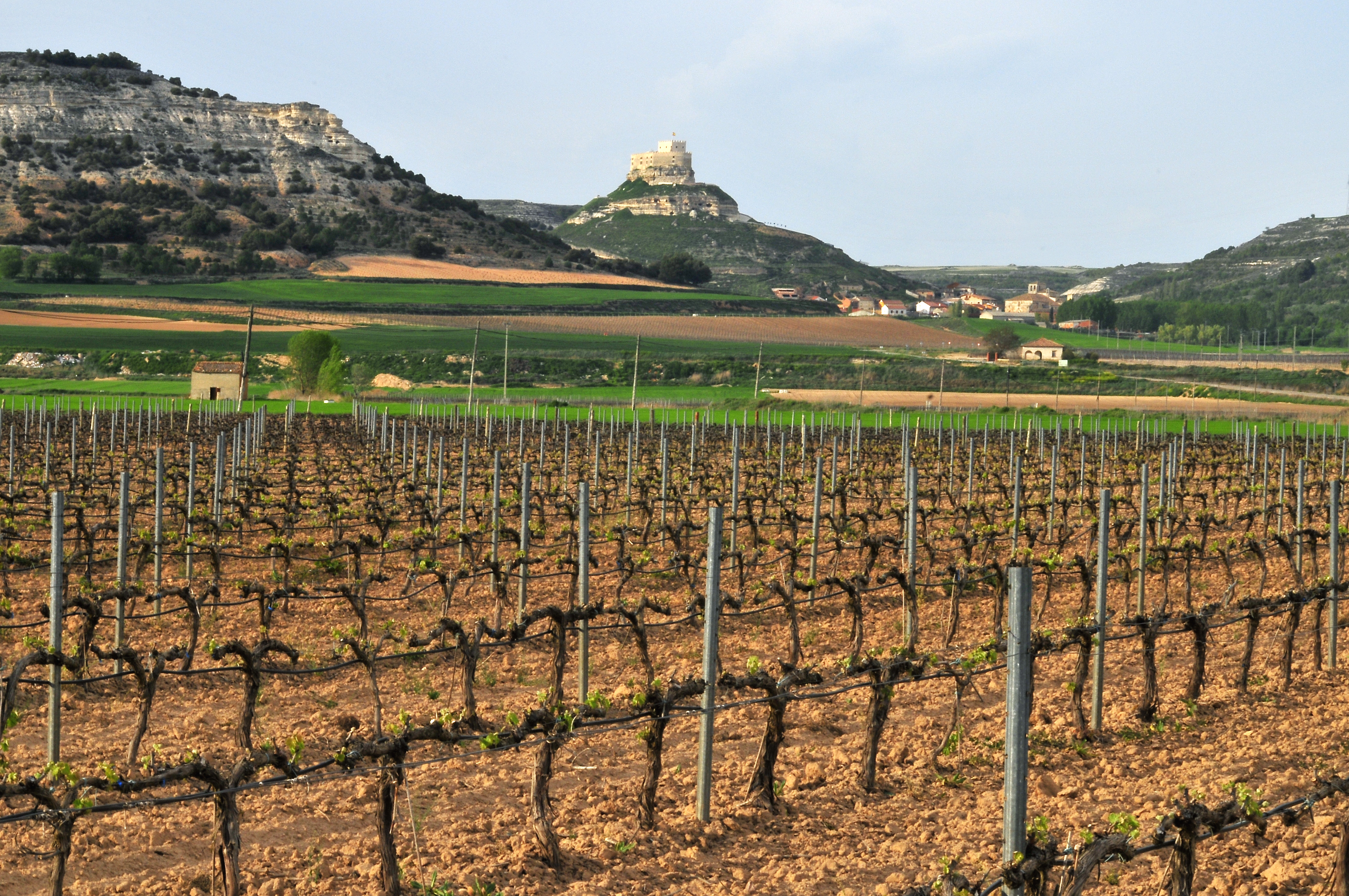
Виноградник около Курьеля в апреле

Плотность виноградников, предусмотренная регламентом, должна составлять от 2000 до 4000 лоз на гектар. При этом максимальная урожайность ограничивается 70 центнерами винограда с гектара. Поскольку из каждого центнера разрешается получать не более 70 литров вина, ограничение урожайности можно пересчитать в 49 гектолитров на гектар.
Границы и статус винодельческой зоны были утверждены в 1982 году. Такие флагманские винодельни, как Tempos Vega Sicilia, традиционно смешивали темпранильо с бордоскими сортами (мерло, каберне-совиньон), однако успех односортового вина Tinto Pesquera стимулировал производство вин из одного только темпранильо. 
Некоторые красные вина из этого региона (например, Casajús NIC) отмечены высокими рейтингами ведущих винных критиков мира и на общем фоне испанских вин выделяются высокой стоимостью. Однако регион производит и большое количество недорогого вина без особых претензий на сложность и долговечность.
Музей местного виноделия находится в живописном городке Пеньяфьель. Его окрестности примечательны многочисленными вентиляционными отверстиями пещер, вырытых в старину в скалах для хранения вина. Вентиляция необходима пещерам для удаления газов, образующихся в результате брожения вина. Глубина некоторых из этих своеобразных винных погребов достигает 12 метров. Преимущество пещер в том, что в них всегда сохраняется прохладная температура.